# Ismael Enrique Arciniegas
Ismael Enrique Arciniegas (Curití, Santander, 2 de enero de 1865-Bogotá, 23 de enero de 1938) fue un poeta y político colombiano cuyo estilo se encuentra en la transición del romanticismo al modernismo. Está considerado como el precursor del florecimiento intelectual santandereano.

## Biografía
En su juventud Ismael Enrique Arciniegas inició y sin terminar los estudios de Humanidades en Duitama y de Jurisprudencia en la Universidad Católica en Bogotá. Creyendo que su vocación sería la del sacerdocio, ingresó en el Seminario Conciliar de Bogotá, que también abandonó; pero allí fue alumno de José Joaquín Ortiz, escritor, quien tuvo una gran influencia en su carrera literaria.
En Bucaramanga comenzó a ejercer el periodismo, profesión que mantuvo el resto de su vida. En 1887 fundó El Impulso; posteriormente dirigió La República y El Eco de Santander. Desde este último periódico se posicionó políticamente al defender la candidatura de Miguel Antonio Caro, contra el general Marceliano Vélez. Participó en la guerra civil de 1895, donde alcanzó el grado de coronel. Acabada la guerra, inició la carrera diplomática, siendo destinado a Caracas. Llegó a ser ministro plenipotenciario en Chile (1903) y en  Ecuador (1930); Siendo también ministro Plenipotenciario en París (1918 y 1926) y Panamá (1936). Así mismo ocupó la cartera de Correos y Telégrafos en la administración de Miguel Abadía Méndez.
Arciniegas contrajo matrimonio con Victoria Schlessinger Cordovez, con quien tuvo dos hijos, Roberto y Beatriz.
En 1904, Arciniegas adquirió el periódico El Nuevo Tiempo, donde desarrolló una labor periodística muy importante que se extendió, a lo largo de casi tres décadas, hasta finales de 1930. El periódico, cuya ideología era conservadora, alcanzó una enorme influencia en la política
La defensa de causa aliada en la Primera Guerra Mundial, le valieron a Arciniegas condecoraciones, como la Legión de Honor en grado de Gran Oficial; la Orden del Imperio Británico en grado de Comandante; La Orden de la Corona de Bélgica en grado de Gran Oficial.

## Actividad y obra literaria
Ismael Enrique Arciniegas es especialmente reconocido por su obra poética, centrada en temas como la naturaleza y el amor. Arciniegas perteneció a la escuela romántica, con importantes influjos del modernismo, pero también Arciniegas creó uno que otro poema de realismo, pero se basó más al romanticismo. Comenzó a escribir en el seminario y pronto se hizo famoso gracias a composiciones como En Colonia, "En el silencio",Inmortalidad, o A solas. Entre las obras que publicó cabe mencionar Cien poesías (1911), Traducciones poéticas (1926) y Antología poética (1932). En prosa publicó Paliques.
También se destacó por su gran vocación como traductor, a la que dedicó gran parte de su actividad literaria. Cabe destacar sus versiones de los poemas Horacio y el Tu y Yo de Paul Géraldy.